# 4 Batalion Strzelców Celnych
4 Batalion Strzelców Celnych Sandomierskich mjr. Dembowskiego – ochotnicza polska formacja wojskowa powołana w czasie powstania listopadowego.
Batalion został utworzony po 18 kwietnia 1831 z pozostałych żołnierzy batalionów strzelców celnych Małachowskiego i Krzesimowskiego.

## Dowódca
- mjr Stefan Dembowski[2]
- mjr Józef Jórski[2]

## Bitwy i potyczki
- Kock, Siennica (10 lipca 1831),
- Mińsk (14 lipca 1831),
- Szymanów (15 sierpnia 1831),
- Rogoźnica (29 sierpnia 1831),
- Krynka, Zembry (28 sierpnia 1831),
- Piotrków (3 września 1831),
- Opole (15 września 1831)